# Fontiveros
Fontiveros és un municipi de la província d'Àvila, a la comunitat autònoma de Castella i Lleó. És el lloc de naixement del poeta i místic castellà San Juan de la Cruz.